# 四街

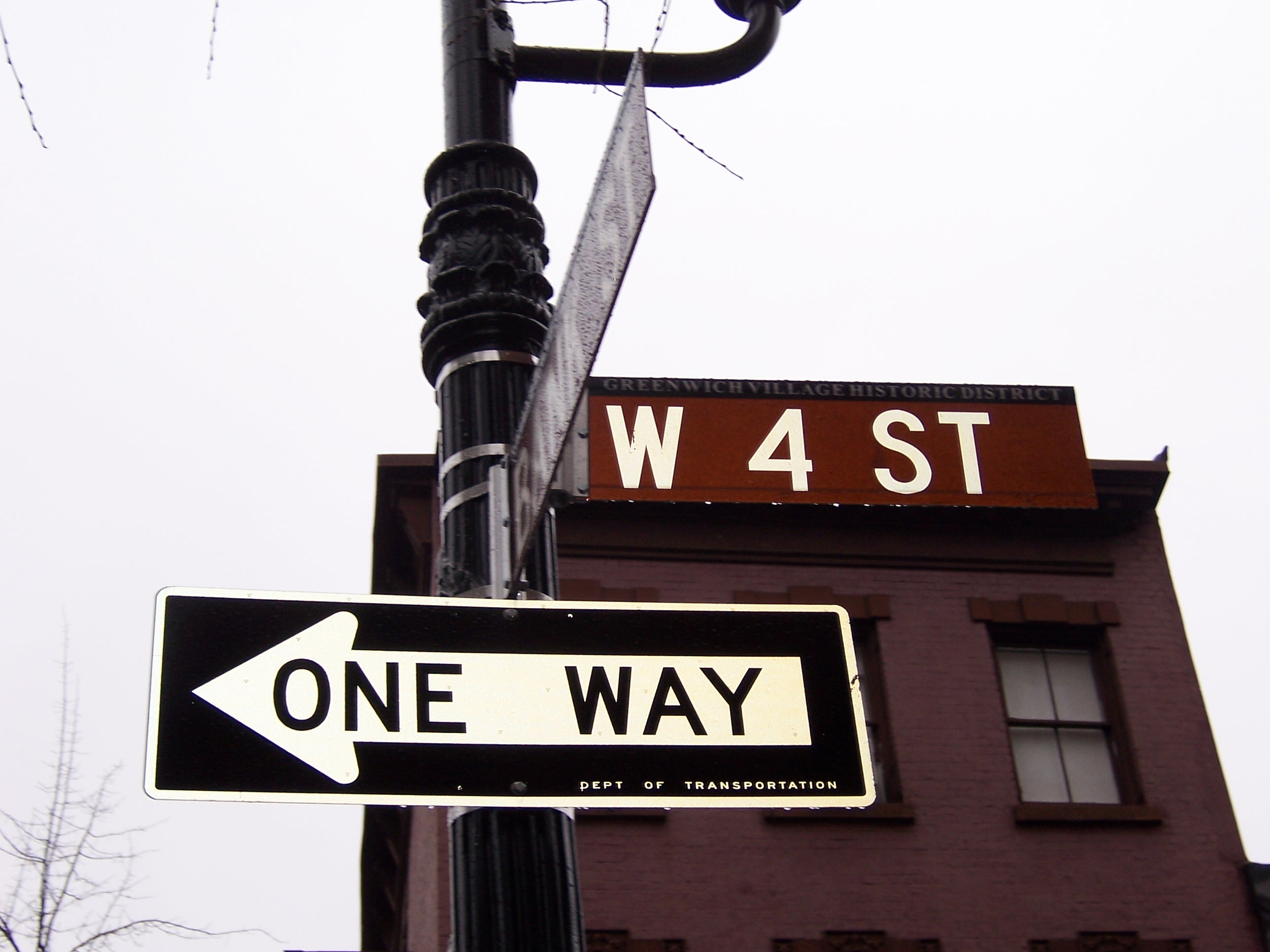

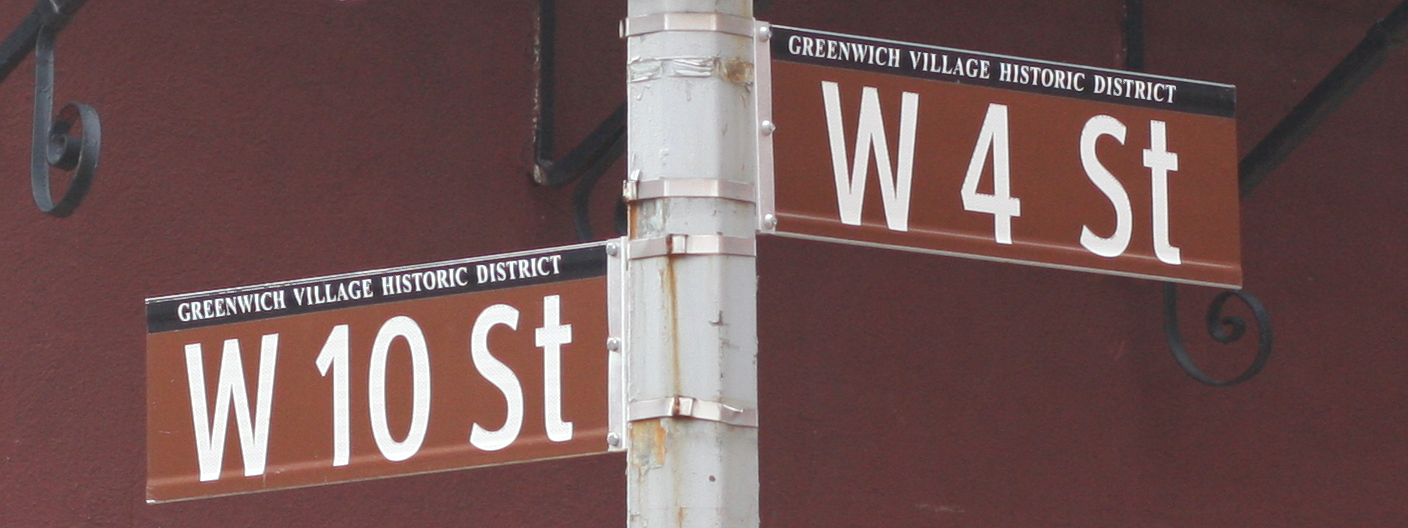

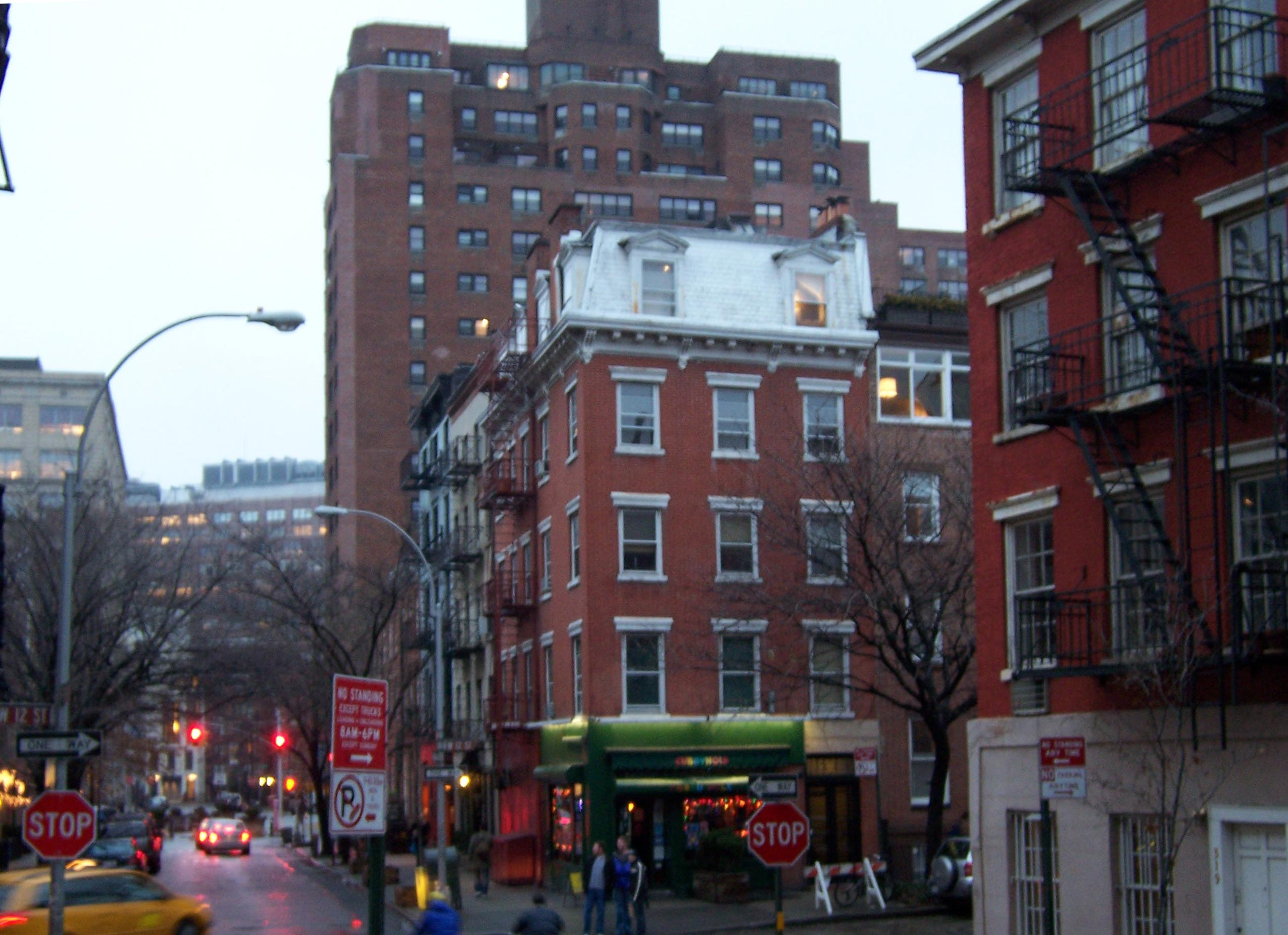

四街（4th Street）是美国纽约市曼哈顿下城的一条街道。它开始于D大道，结束于十三街，其中又以百老汇大道为界分为东四街和西四街。西四街在美洲大道以西的格林尼治村街区折向西北，与西十街、十一街、十二街和十三街交汇，道路宽度也从40-英尺（12-）收窄为35英尺（11），系沿用原来格林尼治村道路网的宽度。沿着华盛顿广场公园南边界上的西四街也称为华盛顿广场南。
美洲大道以西的西四街原名“庇护街”（Asylum Street），得名于曾经设于此处的孤儿庇护协会。1833年拆除孤儿庇护协会后，庇护街更名为西四街，而与之相交的阿莫斯街、哈蒙德街和特洛伊街也分别更名为西十街、西十一街和西十二街。

## 地标
位于华盛顿广场公园西南角的华盛顿广场卫理公会教堂（西四街135号）是一座早期罗马复兴风格的大理石建筑，建于1859 - 60年。该堂以支持和平运动和社区活动著称，不过已在2005年出售给开发商，改造为住宅。
耶德逊纪念教堂位于汤普森街和华盛顿广场南转角，由建筑师斯坦福·怀特设计。
第六大道路口的西四街-华盛顿广场车站是纽约市地铁的一个转乘站。
西四街一直是格林尼治村波希米亚生活方式的中心。这里的第一个茶室，“疯帽匠”，位于西四街150号，是知识分子和艺术家的聚会场所。
臭名昭着的金天鹅酒吧（被称为“地狱洞”），在第六大道转角，曾是尤金·奥尼尔的住处。

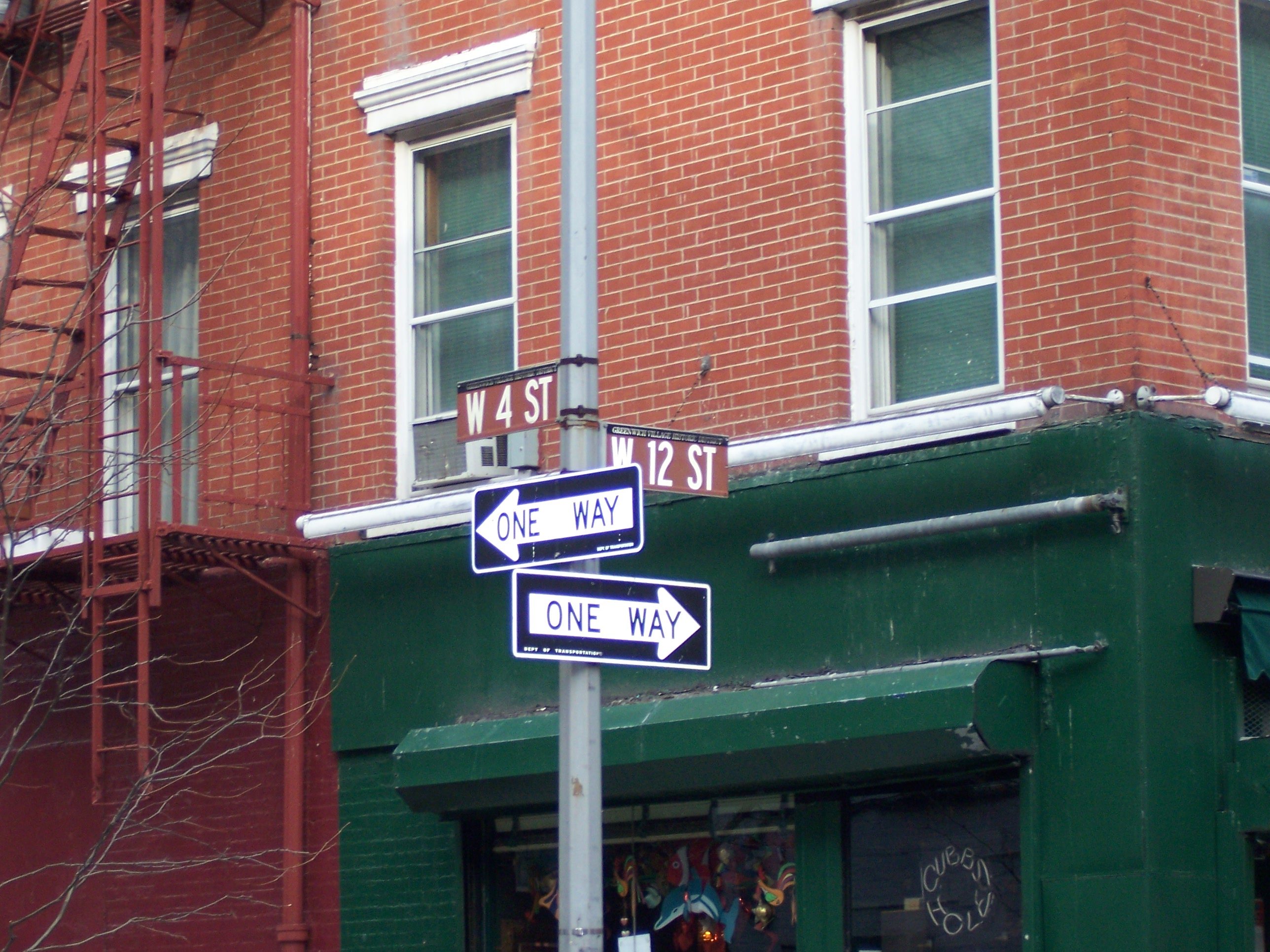